# Solar dos Salemas (Madalena)

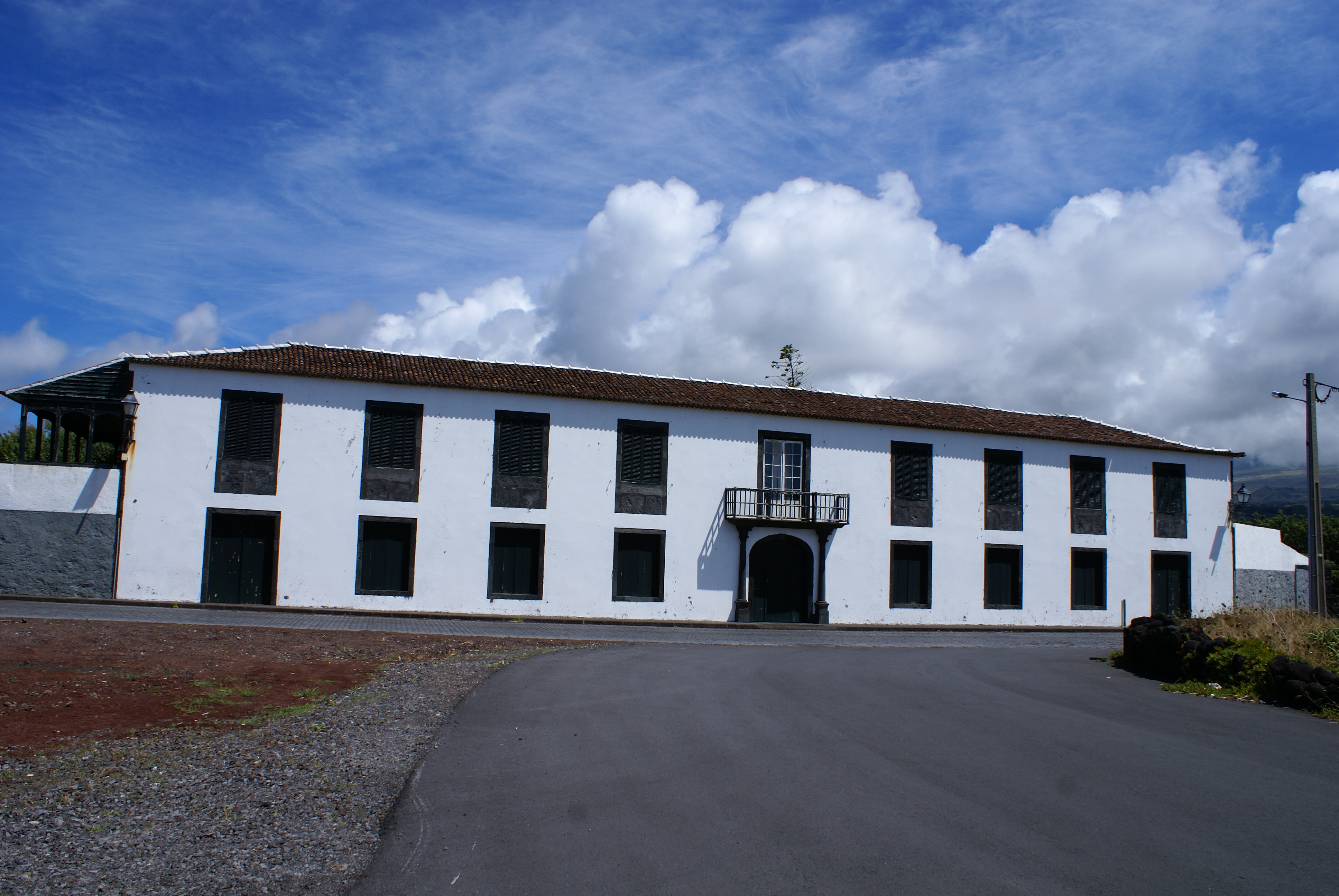
Solar dos Salemas.

O  Solar dos Salemas  é um solar português localizado na ilha açoriana do Pico, concelho da Madalena à Areia Larga.
Este solar declaro como valor concelhio pela Resolução nº 117/99, de 8 de Julho, tem uma data de construção que recua ao século XVIII e ao século XIX, encontra-se também integrado na Paisagem de Interesse Regional da Cultura da Vinha da Ilha do Pico, criada pelo Governo Regional dos Açores por força do Decreto Legislativo Regional n.º 12/86/A, de 27 de Junho.

## Descrição
Este solar apresenta-se como uma casa de caris solarengo cujo conjunto é formado por habitação, e vários outros edifício anexos, tais como uma edifício de apoio, uma adega, um miradouro e uma retrete, um jardim onde se encontra um lago de maré, um poço de maré.
O solar propriamente dito é constituído por dois corpos que se dividem em corpo principal e cozinha, sendo organizados em forma de "L". A comunicação estabelece-se pelo interior, embora existe um acesso exterior com um balcão no exterior do "L" a unir os dois corpos construídos.
O corpo principal do edifício apresenta-se com grandes dimensões, dotado por dois andares. A construção foi feita em alvenaria cuja pedra foi rebocada e pintada de branco, à excepção dos cunhais, das molduras dos vãos e dos aventais que são em pedra à vista e na própria cor.
O edifício apresenta uma cobertura formada por quatro águas, com um beiral duplo tanto na fachada principal como na empena do lado direito.
A cobertura do edifício foi elaborada com telha de meia-cana tradicional, menos na cumeeira e nos rincões que foram elaborados com telha de cimento pintada a cor branca. A porta de entrada localiza-se ao centro da fachada e é dotada por um arco abatido que foi ladeado por meias colunas que tem por objectivo o suporte da sacada única do piso superior.
Na empena esquerda do solar existe um alpendre feito em madeira, na prática a funcionar como varanda que assenta sobre o balcão que faz a ligação de acesso ao piso superior.
A cozinha apresenta-se com o corpo construído simples e dotado somente de piso, que foi situado ao nível do piso superior do corpo do edifício principal facto facilitado através de uma construção feita para esse fim em alvenaria de pedra que foi parcialmente rebocada e pintada a cor branca. O espaço destinado a lar e ao forno foi ligeiramente alteada.
Junto a esta cozinha encontra-se a retrete.
A cobertura, como no resto do edifício apresenta-se dotado por telha regional de meia-cana tradicional e com duas águas. No entanto é feita uma excepção na cumeeira que foi feita em telha de cimento. O acesso é feito por um balcão no interior do "L".
Na continuidade e à esquerda da fachada principal foi edificada uma passagem amuralhada, onde se observam ameias, no acesso destinado a dar passagem a um miradouro onde se encontra um suporte um mastro de bandeira.
Na tardoz do corpo principal do edifício, encontra-se uma construção de apoio que foi encostada na perpendicular a este edifício, dando ao conjunto edificado a forma de "U". esta construção de apoio apresenta-se dotada de um só piso, em alvenaria de pedra, com cobertura de duas águas em telha de meia-cana tradicional, como no resto do edifício.
No interior do pátio em forma de "U" foi construído um poço de maré de grande porte, dotado por um muro de protecção quadrangular construído em pedras aparelhadas, tendo cada uma, uma altura aproximada de oitenta centímetros, assente numa base rectangular de lajes de pedra.
Na traseira do edifício existe uma espaço destinado a jardim e onde se localiza um lago de apreciáveis dimensões e cuja planta é em forma rectangular.
Ainda e junto ao corpo da habitação principal encontra-se a adega, sendo esta dotada por dois pisos, sendo a sua construção feita em alvenaria de pedra e com cobertura de duas águas em telha de meia-cana tradicional.
Nos terrenos circundantes existem quadrículas de muros de pedra, currais de vinha tradicionais, destinado ao cultivo da vinha.